# Modelleisenbahn Holding
Die österreichische Modelleisenbahn Holding GmbH mit Sitz in Bergheim bei Salzburg ist die Muttergesellschaft des deutschen Modelleisenbahnherstellers Fleischmann sowie des österreichischen Modelleisenbahnherstellers Roco. Nach eigenen Angaben hat die Modelleisenbahn-Holding mit 51 Millionen Euro Jahresumsatz in Europa einen Marktanteil von 25 Prozent (Stand 2013).
Roco war nach der Insolvenz im Juli 2005 vorerst mithilfe einer Auffanggesellschaft durch die Raiffeisenbank weitergeführt worden. Im September 2007 wurde Roco an den Freisinger Unternehmer Franz-Josef Haslberger verkauft, der in der Folge die Roco Modelleisenbahn GmbH unter die neugegründete Muttergesellschaft Modelleisenbahn Holding GmbH stellte. Fleischmann kam Anfang 2008 nach Verkauf durch die Eigentümerfamilie hinzu. Mit beiden Marken wurden 2010 wieder schwarze Zahlen geschrieben. Die gesamte Gruppe wurde mit Wirkung zum 30. Juni 2011 in einem Management-Buy-out (EHS Management GmbH, Salzburg) der damaligen Manager der Modelleisenbahn Holding GmbH, Leopold Heher (CEO), Roland Edenhofer (COF) und Johannes Steinparzer (COO), von der Model Railway Holding AG übernommen. Die dem Raiffeisenverband Salzburg nahestehende UBG Unternehmensbeteiligungs GmbH hatte – als alleinige Gesellschafterin der Model Railway Holding AG – die Verhandlungen zu diesem Buy-out geführt. Im April 2011 hatte die UBG die Anteile von Franz Josef Haslberger an der Haslberger Railway Holding AG übernommen und diese anschließend in die Model Railway Holding AG umfirmiert – über die im Einvernehmen durchgeführte Transaktion war Stillschweigen vereinbart worden. Zum Übernahmezeitpunkt beschäftigte die Modelleisenbahn Holding GmbH 740 Mitarbeiter in Deutschland, Österreich, Rumänien und in der Slowakei.
Die Marken Fleischmann und Roco sind weiterhin als eigenständige Unternehmen am Markt. Roco bietet ein Vollsortiment der Nenngröße H0 im Maßstab 1:87 an. Während Fleischmann sich in H0 zunächst noch auf historische Modelle bis etwa 1950 konzentrierte und nur in der Nenngröße N im Maßstab 1:160 ein Vollsortiment produziert hatte, wird dort ab 2019 nur noch in der Nenngröße N produziert.
Im Jahr 2016 hat die Holding Teile ihrer Produktion nach Vietnam ausgelagert, um wieder in die Gewinnzone zu kommen.
Im Oktober 2017 wurde bekannt, dass der Raiffeisenverband Salzburg (RVS) wieder Eigentümer der Modelleisenbahn-Gruppe werden soll. Roland Edenhofer soll seinen rund 95-prozentigen Anteil an der Holding an die Hausbank abgeben und sich sowohl als Eigentümer als auch als Geschäftsführer aus der Gruppe zurückziehen.